# Кривицы (Ленинградская область)
Кривицы — деревня в Выскатском сельском поселении Сланцевского района Ленинградской области.

## История
Деревня Кривицы упоминается на карте Санкт-Петербургской губернии Ф. Ф. Шуберта 1834 года.

БОЛЬШИЕ КРИВИЦЫ — деревня принадлежит коллежскому асессору Семевскому, число жителей по ревизии: 40 м. п., 34 ж. п.

МАЛЫЕ КРИВИЦЫ — деревня принадлежит коллежскому асессору Семевскому, число жителей по ревизии: 22 м. п., 47 ж. п. (1838 год)

Деревня Кривицы отмечена на карте профессора С. С. Куторги 1852 года.

КРИВИЦ — деревня госпожи фон Бландовой, по просёлочной дороге, число дворов — 11, число душ — 31 м. п. (1856 год)

КРИВИЦЫ БОЛЬШИЕ — деревня владельческая при речке Веинке, число дворов — 14, число жителей: 54 м. п., 66 ж. п.; Часовня православная.

КРИВИЦЫ МАЛЫЕ — деревня владельческая при речке Веинке, число дворов — 9, число жителей: 29 м. п., 31 ж. п. (1862 год) 

Сборник Центрального статистического комитета описывал её так:

КРИВИЦЫ БОЛЬШИЕ — деревня бывшая владельческая при речке Руйке, дворов — 16, жителей — 100; часовня, 2 кожевенных завода, лавка. (1885 год)

В XIX — начале XX века деревня административно относилась к Выскатской волости 1-го земского участка 1-го стана Гдовского уезда Санкт-Петербургской губернии.
Согласно Памятной книжке Санкт-Петербургской губернии 1905 года, деревня состояла из двух частей Кривицы-Большие и Кривицы-Малые, которые входили в Руйское сельское общество.

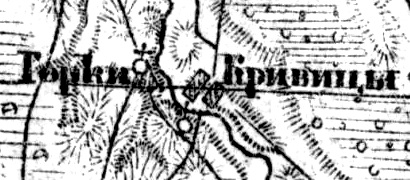
Деревня Кривицы на карте 1919 года

С 1917 по 1927 год деревни входили в состав Рожкинского сельсовета Выскатской волости Гдовского уезда.
С 1927 года, в составе Рудненского района.
В 1928 году население деревни составляло 102 человека.
По данным 1933 года деревня Кривицы входила в состав Выскатского сельсовета Рудненского района. С августа 1933 года, в составе Гдовского района.
С января 1941 года, в составе Сланцевского района.
С 1 августа 1941 года по 31 января 1944 года, германская оккупация.
С 1963 года, в составе Рожкинского сельсовета Кингисеппского района.
По состоянию на 1 августа 1965 года деревня Кривицы входила в состав Выскатского сельсовета Кингисеппского района. С ноября 1965 года, вновь в составе Сланцевского района. В 1965 году население деревни составляло 77 человек.
По данным 1973 и 1990 годов деревня Кривицы входила в состав Выскатского сельсовета Сланцевского района.
В 1997 году в деревне Кривицы Выскатской волости проживали 32 человека, в 2002 году — 35 человек (все русские).
В 2007 году в деревне Кривицы Выскатского СП проживали 34, в 2010 году — 36, в 2011 году — 39, в 2012 году — 45, в 2013 году — 44, в 2014 году — 41 человек.

## География
Деревня расположена в южной части района на автодороге 41К-798 (Большая Руя — Большие Рожки) в месте примыкания к ней автодороги 41К-774 (Подъезд к деревне Кривицы).
Расстояние до административного центра поселения — 3 км.
Расстояние до ближайшей железнодорожной платформы Сланцы — 25 км.
Деревня находится на правом берегу реки Руя.

## Демография
| 1862 | 2007 | 2010 | 2017 |
| ---- | ---- | ---- | ---- |
| 180  | ↘34  | ↗36  | ↗38  |

## Инфраструктура
На 2014 год в деревне было зарегистрировано 16 домохозяйств.